# Ultimate Mortal Kombat 3
Ultimate Mortal Kombat 3 – ulepszona edycja gry Mortal Kombat 3 wydana na automaty w 1996 roku przez Midway Games. Gra doczekała się konwersji na platformy Sega Mega Drive, Sega Saturn, Super NES, Nintendo DS, Game Boy Advance (wydana przez Midway Games w 2001 pod tytułem Mortal Kombat Advance), Xbox 360 (XBLA) i PlayStation 2 (wraz ze specjalną edycją Mortal Kombat: Armageddon).
Najważniejsze zmiany względem oryginału to dodanie nowych postaci (głównie tych z drugiej części gry): Ermac, Human Smoke, Jade, Kitana, Scorpion, Reptile i nowych plansz (Cave, Desert, Hell i Waterfront). Dodano także tryb gry Team Battle, w którym dwóch zawodników walczy z dwoma przeciwnikami po kolei. Jedną z bardziej kontrowersyjnych zmian było dodanie możliwości użycia pistoletu przez Strykera (przeciwnicy wysuwali tezy, iż to nie jest zgodne z duchem serii).